# Liste du patrimoine mondial en Estonie
Cet article recense les sites inscrits au patrimoine mondial en Estonie.

## Statistiques
L'Estonie ratifie la Convention pour la protection du patrimoine mondial, culturel et naturel le 27 octobre 1995. Le premier site protégé est inscrit en 1997.
En 2013, l'Estonie compte 2 sites inscrits au patrimoine mondial, culturels. 
Le pays a également soumis 3 sites sites à la liste indicative, 1 culturel, 1 naturel et 1 mixte.

## Listes

### Patrimoine mondial
Les sites suivants sont inscrits au patrimoine mondial.
| Id.  | Site                                         | Comté(s)               | Année | Superficie (ha) | Zone tampon (ha) | Critères et notes | Coordonnées                                                                                           | Illus. |
| ---- | -------------------------------------------- | ---------------------- | ----- | --------------- | ---------------- | --- | --- | ------ |
| 1187 | Arc géodésique de Struve                     | Tartu, Viru occidental | 2005  | 1 400           | 15 000           | Culturel, (ii), (iii), (vi) Site transfrontalier commun avec la Biélorussie, la Finlande, la Lettonie, la Lituanie, la Moldavie, la Norvège, la Russie, la Suède et l'Ukraine. 3 sites en Estonie : - Võivere (et) - Simuna - Observatoire de Tartu | 59° 03′ 28″ nord, 26° 20′ 16″ est 59° 02′ 54″ nord, 26° 24′ 51″ est 58° 22′ 44″ nord, 26° 43′ 12″ est |        |
| 822  | Centre historique (vieille ville) de Tallinn | Harju                  | 1997  | 113             | 2 253            | Culturel, (ii), (iv) | 59° 25′ 59″ nord, 24° 43′ 59″ est                                                                     |        |

### Liste indicative

#### Sites actuels
Les sites suivants sont inscrits sur la liste indicative du pays en octobre 2023.
| Id.  | Site | Comté(s) | Année | Critères et notes | Coordonnées | Illus. |
| ---- | --- | -------- | ----- | --- | --- | ------ |
| 1716 | Forteresse de Kuressaare | Saare    | 2002  | Culturel (iv) Inscrit sous le nom Kuressaare Fortress. | 58° 14′ 49″ nord, 22° 28′ 44″ est |        |
| 1852 | Klint Baltique |          | 2004  | Naturel (vii), (viii), (ix), (x) Inscrit sous le nom Baltic Klint. Le klint s'étend le long de la côte nord de l'Estonie, d'Osmussaar à l'ouest, jusqu'à Udria (et) à l'est. | 59° 17′ 20″ nord, 23° 23′ 35″ est 59° 24′ 04″ nord, 27° 53′ 31″ est |        |
| 1854 | Prairies boisées (et) (Laelatu (et), Kalli-Nedrema (et), Mäepea, Allika (et), Tagamõisa (et), Loode (et), Koiva (et), Halliste) |          | 2004  | Mixte Inscrit sous le nom Wooded meadows (Laelatu, Kalli-Nedrema, Mäepea, Allika, Tagamoisa, Loode, Koiva, Halliste).                                                        | 58° 34′ 59″ nord, 23° 34′ 01″ est 58° 32′ 35″ nord, 24° 04′ 23″ est 58° 18′ 32″ nord, 22° 04′ 52″ est 58° 43′ 05″ nord, 23° 46′ 26″ est 58° 27′ 22″ nord, 22° 00′ 00″ est 58° 14′ 06″ nord, 22° 26′ 24″ est 57° 41′ 38″ nord, 26° 14′ 06″ est 58° 26′ 56″ nord, 25° 01′ 26″ est |        |

#### Anciens sites
Les sites suivants ont été inscrits par le passé sur la liste indicative du pays, mais n'ont pas été retenus.
| Site                    | Notes                            | Coordonnées                       | Illus. |
| ----------------------- | -------------------------------- | --------------------------------- | ------ |
| Parc national de Karula | Inscrit en 1996, retiré en 2003  | 57° 43′ nord, 26° 30′ est         |        |
| Cratères de Kaali       | Inscrits en 1996, retiré en 2003 | 58° 22′ 23″ nord, 22° 40′ 08″ est |        |
| Archipel de Moonsund    | Inscrit en 1996, retiré en 2003  | 58° 30′ nord, 23° 00′ est         |        |
| Parc national de Soomaa | Inscrit en 2004, retiré en 2012  | 58° 26′ 27″ nord, 25° 06′ 22″ est |        |